# Sunda Kecil
Sunda Kecil était une province d'Indonésie ayant regroupé les provinces actuelles de Bali, des petites îles de la Sonde occidentales et des petites îles de la Sonde orientales entre le 15 août 1950, date de l'indépendance du pays et la création des provinces, à 1958. La province couvrait l'intégralité des petites îles de la Sonde.